# Luis Tasca
Luis Tasca (Buenos Aires, 17 de diciembre de 1932 - Buenos Aires, 30 de enero de 1996) fue un actor argentino.
Proveniente de una familia de origen véneto, estaba casado con la actriz argentina Lilián Blanco, muy conocida por sus películas He nacido en Buenos Aires (1959) y La cuna vacía (1949) y falleció el 21 de septiembre de 1996. Su hermano mayor, Víctor Tasca, también fue actor.

## Filmografía[2][4]
- 1949: Edición Extra, como periodista 1.
- 1954: Casada y señorita
- 1955: Mercado de Abasto, como verdulero.
- 1955: La simuladora, como mucamo.
- 1958: Dos basuras
- 1958: El jefe o The Boss (en Estados Unidos), como Siruli.
- 1959: El negoción o The Big Business
- 1960: El asalto, como Antonio.
- 1960: El bote, el río y la gente
- 1960: Sábado a la noche, cine
- 1962: Delito, como Nicolás.
- 1962: Una jaula no tiene secretos
- 1963: Pelota de cuero (historia de una pasión)
- 1964: Canuto Cañete y los cuarenta ladrones, como Julio.
- 1964: Extraña ternura, como Raúl.
- 1965: Fiebre de primavera
- 1966: Mi primera novia o My First Girl Friend (en Estados Unidos), como don Fortunato.
- 1966: Del brazo y por la calle o Arm in Arm Down the Street (en Estados Unidos).
- 1967: ¡Esto es alegría! o This Is Fun! (en Estados Unidos), como el comisario.
- 1967: Ya tiene comisario el pueblo
- 1967: El andador o The Walk (en Estados Unidos), como Carmelo.
- 1968: Asalto a la ciudad, como Nicolás.
- 1970: Pasión dominguera o Los hinchas (no estrenada comercialmente).
- 1972: He nacido en la ribera, como don Julio Notari.
- 1973: Los doctores las prefieren desnudas...dr. Barragan Iglesias
- 1974: Operación Rosa Rosa o Operation Rosa Rosa , como André.
- 1975: La super, super aventura o The Super Super Adventure (en Estados Unidos).
- 1976: Tú me enloqueces
- 1980: El diablo metió la pata
- 1980: ¡Qué linda es mi familia!
- 1980: Tiro al aire o Unpredictable Guy (en Estados Unidos).
- 1981: ¿Los piolas no se casan...?, como don Juan.
- 1981: Cosa de locos
- 1982: Esto es vida (no estrenada comercialmente).
- 1987: Obsesión de venganza, como don Alberto.
- 1991: Delito de corrupción, como comisario.

## Televisión
1973. Polémica en el bar
- 1966: Romeo y Julieta.
- 1971: Alta comedia
  - «El inquilino desconocido» (1 episodio), como el mayor Tompkins.
- 1971: El vendedor de ilusiones.
- 1974: La pesadilla (doctor), TV
- 1979: El jugador (comisario), TV
- 1980: Bianca (1 episodio).
- 1981: Dios se lo pague
- 1985: El pulpo negro (miniserie), o Black Octopus (en Estados Unidos), como Ares.
- 1986: Claudia Morán (serie), como Facundo
- 1992: El sur o Cuentos de Borges: El sur (en España), como el doctor.